# Raaz 3
Série
Raaz: The Mystery Continues
(2009)
Pour plus de détails, voir Fiche technique et Distribution.
Raaz 3 (राज़ 3) est un film d'horreur indien réalisé par Vikram Bhatt sorti le 7 septembre 2012. Les rôles principaux sont tenus par Bipasha Basu et Emraan Hashmi.

## Synopsis

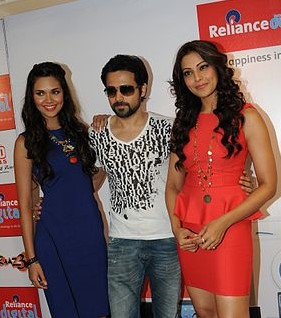
Emraan Hashmi, Esha Gupta et Bipasha Basu à Ahmedabad lors de la promotion de Raaz 3

Dans le monde des paillettes et du glamour de Bollywood, une star sur le déclin, Imran, fait appel à la magie noire pour détruire la carrière d'une nouvelle starlette, Sanjana (Esha Gupta), qui connaît un succès fulgurant. De plus, Shanaya manipule son amant, Aditya (Emraan Hashmi), qui lui doit sa carrière de réalisateur. Mais celui-ci tombe sous le charme de Sanjana.

## Fiche technique
- Titre : Raaz 3
- Titre original : राज़ 3
- Réalisateur : Vikram Bhatt
- Scénario : Shagufta Rafique
- Producteur : Mahesh Bhatt

## Distribution
- Bipasha Basu : Shanaya Shekhar
- Emraan Hashmi : Aditya Arora
- Esha Gupta : Sanjana Krishna
- Mohan Kapur : Dr Vikramaditya Verma
- Yusuf Hussain : producteur de films
- Manish Choudhary : esprit du mal[2]

## Musique
La musique du film a été composée par Jeet Gannguli et Rashid Khan sur des paroles de Sanjay Masoom, Kumaar et Rashid Khan.
| Chanson              | Chanteurs                    | Durée |
| -------------------- | ---------------------------- | ----- |
| Kya Hai Raaz         | Shreya Ghoshal & Zubeen Garg | 03:48 |
| Rafta Rafta          | KK                           | 04:33 |
| Oh My Love           | Sonu Nigam et Shreya Ghoshal | 04:59 |
| Deewana Kar Raha Hai | Javed Ali                    | 05:40 |
| Zindagi Se           | Shafqat Amanat Ali Khan      | 04:52 |
| Khayalon Mein        | Shreya Ghoshal               | 04:18 |

## Box-office
Le film a obtenu une très bonne ouverture à la billetterie, il rapporte 350 750 000 roupies lors de son premier weekend d'exploitation en Inde:
- Total  Inde: 670 210 000 roupies[4].
- Total outre mers  : 50 500 000 roupies[5].
- Mondial : 720 710 000 roupies.